# Bolivia op de Olympische Zomerspelen 1988
Bolivia nam deel aan de Olympische Zomerspelen 1988 in Seoel, Zuid-Korea. Net als tijdens de zes eerdere deelnames werd geen medaille gewonnen.

## Deelnemers en resultaten per onderdeel

### Atletiek
| Olympiër            | Onderdeel    | Resultaat | Prestatie                |
| ------------------- | ------------ | --------- | ------------------------ |
| Policarpio Calizaya | 10000m (m)   | 38e       | serie 1: 18e in 30.35,01 |
| Juan Camacho        | marathon (m) | 69e       | 2:34.41                  |

### Gewichtheffen
| Olympiër      | Onderdeel | Resultaat | Prestatie                                    |
| ------------- | --------- | --------- | -------------------------------------------- |
| Hernán Cortez | -90kg (m) | 23e       | trekken: 24e met 110kg stoten: 23e met 140kg |

### Judo
| Olympiër         | Onderdeel | Resultaat | Prestatie |
| ---------------- | --------- | --------- | --------- |
| Ricardo Belmonte | -60kg (m) | 20e       |           |

### Schermen
| Olympiër     | Onderdeel | Resultaat | Prestatie            |
| ------------ | --------- | --------- | -------------------- |
| Pedro Bleyer | sabel (m) | 38e       | 1e ronde groep 4: 7e |

### Wielersport
| Olympiër       | Onderdeel       | Resultaat | Prestatie                                                                  |
| -------------- | --------------- | --------- | -------------------------------------------------------------------------- |
| Bailón Becerra | sprint (m)      | 13e       | kwalificatie: 24e in 12,216 1e ronde serie 8: 3e 1e ronde herkansingen: 3e |
| Bailón Becerra | tijdrit (m)     | 29e       | 1.13,513                                                                   |
| Bailón Becerra | puntenkoers (m) | DNF       | serie 2: niet gefinisht                                                    |

### Zwemmen
| Olympiër        | Onderdeel           | Resultaat | Prestatie              |
| --------------- | ------------------- | --------- | ---------------------- |
| Katerine Moreno | 50m vrije slag (v)  | 46e       | serie 2: 8e in 29,42   |
| Katerine Moreno | 100m vrije slag (v) | 54e       | serie 1: 2e in 1.05,39 |
| Katerine Moreno | 100m rugslag (v)    | 38e       | serie 1: 2e in 1.14,42 |
| Katerine Moreno | 100m schoolslag (v) | 40e       | serie 1: 2e in 1.22,52 |

Afghanistan · Algerije · Amerikaanse Maagdeneilanden · Amerikaans-Samoa · Andorra · Angola · Antigua en Barbuda · Argentinië · Aruba · Australië · Bahama’s · Bahrein · Bangladesh · Barbados · België · Belize · Benin · Bermuda · Bhutan · Birma · Bolivia · Bondsrepubliek Duitsland · Botswana · Brazilië · Britse Maagdeneilanden · Brunei · Bulgarije · Burkina Faso · Canada · Centraal-Afrikaanse Republiek · Chili · China · Chinees Taipei · Colombia · Congo-Brazzaville · Cookeilanden · Costa Rica · Cyprus · Denemarken · Djibouti · Dominicaanse Republiek · Duitse Democratische Republiek · Ecuador · Egypte · El Salvador · Equatoriaal-Guinea · Fiji · Filipijnen · Finland · Frankrijk · Gabon · Gambia · Ghana · Grenada · Griekenland · Groot-Brittannië · Guam · Guatemala · Guinee · Guyana · Haïti · Honduras · Hongarije · Hongkong · Ierland · IJsland · India · Indonesië · Irak · Iran · Israël · Italië · Ivoorkust · Jamaica · Japan · Joegoslavië · Jordanië · Kaaimaneilanden · Kameroen · Kenia · Koeweit · Laos · Lesotho · Libanon · Liberia · Libië · Liechtenstein · Luxemburg · Malawi · Malediven · Maleisië · Mali · Malta · Marokko · Mauritanië · Mauritius · Mexico · Monaco · Mongolië · Mozambique · Nederland · Nederlandse Antillen · Nepal · Nieuw-Zeeland · Niger · Nigeria · Noord-Jemen · Noorwegen · Oeganda · Oman · Oostenrijk · Pakistan · Panama · Papoea-Nieuw-Guinea · Paraguay · Peru · Polen · Portugal · Puerto Rico · Qatar · Roemenië · Rwanda · Saint Vincent en de Grenadines · Salomonseilanden · Samoa · San Marino · Saoedi-Arabië · Senegal · Sierra Leone · Singapore · Soedan · Somalië · Sovjet-Unie · Spanje · Sri Lanka · Suriname · Swaziland · Syrië · Tanzania · Thailand · Togo · Tonga · Trinidad en Tobago · Tsjaad · Tsjecho-Slowakije · Tunesië · Turkije · Uruguay · Vanuatu · Venezuela · Verenigde Arabische Emiraten · Verenigde Staten · Vietnam · Zaïre · Zambia · Zimbabwe · Zuid-Jemen · Zuid-Korea · Zweden · Zwitserland